# Tutelo Indijanci
Tutelo (Yesang), pleme Siouan Indijanaca, izvorno članovi nekadašnje konfederacije Monacan, naseljeno u vrijeme dolaska prvih bijelaca (1671.) na izvorima rijeka Dan i Staunton u jugozapadnoj Virginiji.
Ime Tutelo došlo je po irokeškom nazivu Todirich-rone, čije je značenje ostalo nepoznato, a od njega su nastali i oblici Totero, Kattera i Shateras. Negdje oko 1675. Tuteli su bili prisiljeni da se pred Irokezima povlače prema jugu, konfederacija Monacan raspala, a oni dolaze u područje rijeke Roanoke u južnoj Virginiji, a 1701. već su u nekim krajevima Sjeverne Karoline. Živeći u stalnim ratovima s konfederacijom Powhatan i u strahu pred irokeškim ratnicima, njih i Sapone Lawson iste (1701) nalazi u krajevima oko rijeke Yadkin, prvotno naseljene slabo poznatim plemenom Yadkin. Za pet Siouan plemena Tutelo, Saponi, Keyauwee, Occaneechi i Shakori Lawson kaže da su imali oko 750 duša.
Godine 1711. Siouan plemena okupljena su u području kod Ft Christanne. Mirom potpisani 1722. zaustavit će se napadi Irokeza na plemena Virginije i Karoline. Nekoliko godina kasnije Tutelo i Saponi dolaze pod irokešku zaštitu, pa se naseljavaju uz rijeku Susquehanna kod Shamokina u Pennsylvaniji, kasnije su u selu Skogari, na području današnjeg okruga Columbia. Prema izvjesnom Sir Wm. Johnsonu zajedno s Nanticokama i Conoyima broje svega 200 muškaraca ili 1,000 duša. Godine 1771 pleeman Tuteli i Saponi naseljena su kod jezera Cayuga, u zemlji Cayuga Indijanaca. Tuteli su podigli selo Coreorgonel, ali ga je 1779. uništio general Sullivan. 
Prema posljednjem punokrvnom Tutelu, izvjesni Nikonha, Hale (1817-1896) je sakupino lingvistički materijal, po čemu je zaključeno da pripadaju jezičnoj porodici siouan. Nikonha je umro 1871. Nešto njihovih mješanaca očuvalo se u Kanadi. među ovima postojao je neki John Key, ili Gostango ('Below the Rock'), čije je Tutelo-ime bilo Nastabon ('One Step'), također je umio da se služi tutelo-jezikom. Nastabon je umro 1898. u dobi od 80 godina (Chadwick, People of the Longhouse, 19, 1897; Boyle in Ann. Archmol. Rep. Ontario, 55, pl. xviii, b, 1898).

## Vanjske poveznice
- Tutelo Indian Tribe History
- Tutelo Native American Festival Celebrates History, Present  Arhivirana inačica izvorne stranice od 4. lipnja 2008. (Wayback Machine)
- Official Website of the Tutelo Nation  Arhivirana inačica izvorne stranice od 1. svibnja 2009. (Wayback Machine)